# Clube Escola Jardim São Paulo

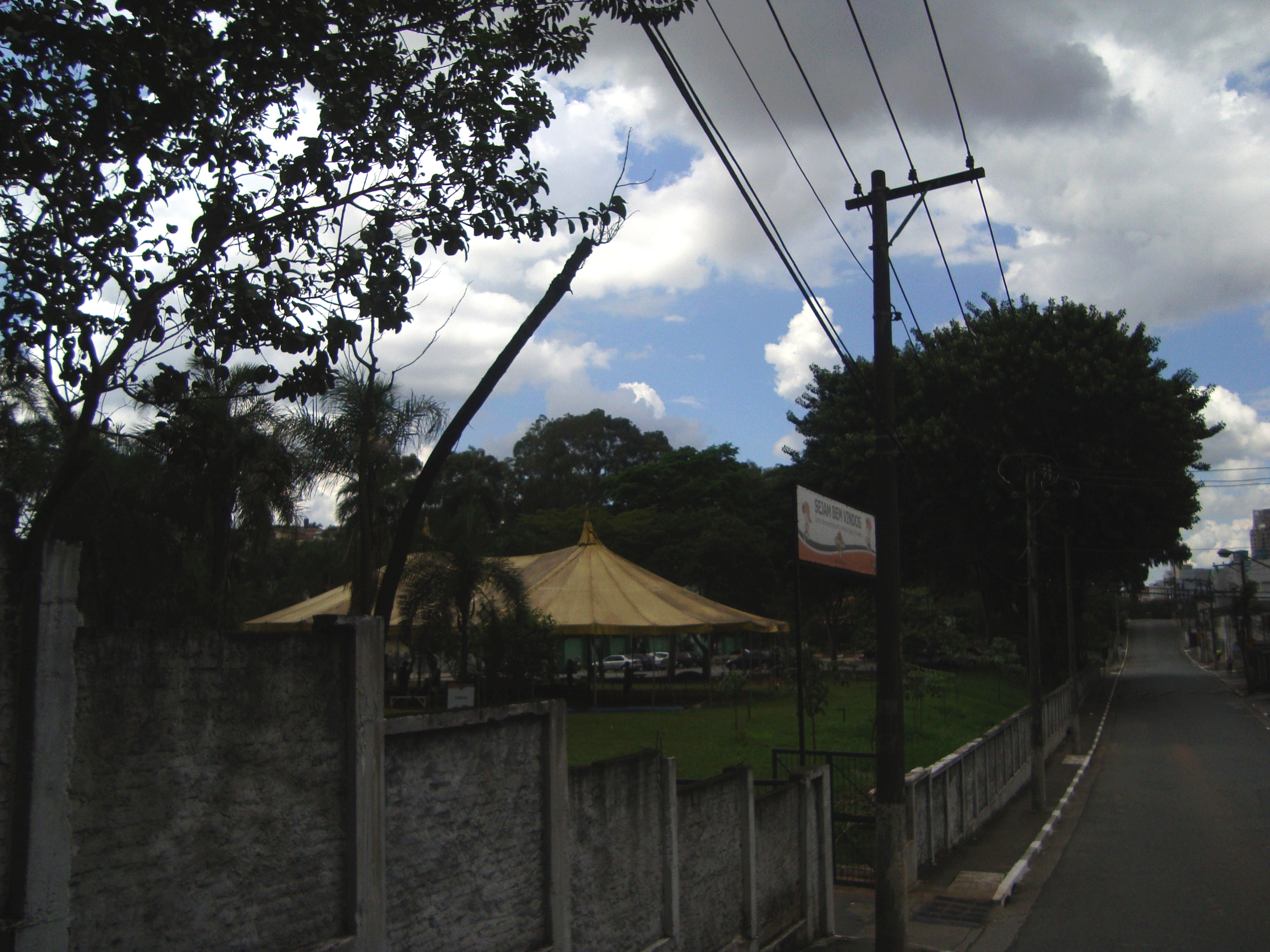
Fachada do Clube Escola.

O Clube Escola Jardim São Paulo é um complexo de lazer e educacional localizado na rua Viri, no Jardim São Paulo, bairro da zona norte paulistana ao lado do Parque Domingos Luís. É administrado pela Prefeitura de São Paulo.
É um dos maiores equipamentos esportivos municipais da cidade, apresenta um telecentro, áreas de esporte com piscinas, quadras poliesportivas, tenda circense, dentre outros equipamentos de lazer. Também são realizados cursos, aulas e palestras.
Atualmente existe um centro de treinamento de uma equipe de futebol denominado Associação Atlética Marvy, campeã de vários torneios da cidade.